# Tony Lorea
Anthony „Tony“ J. Lorea ist ein US-amerikanischer ehemaliger Schauspieler und Filmproduzent.

## Leben
Lorea begann seine Laufbahn als Theaterschauspieler. Früheste Theatermitwirkungen lassen sich auf das Jahr 1947 datieren. So spielte er im Stück An Enemy of the People die  Rolle des Morten Kiil im West Balcony Theatre. Ab Ende der 1960er Jahre folgten erste Besetzungen als Filmschauspieler. 1973 übernahm er im Actionfilm Liebesgrüße aus Fernost die Doppelrolle des Paulson / Lorenzo. Er übernahm außerdem die Produktion der Filme Bad Charleston Charlie, Pushing Up Daisies und Supercock, wo er auch Filmrollen übernahm und zwischen 1973 und 1975 erschienen. 1991 übernahm er in Hot Shots! – Die Mutter aller Filme die Rolle des Humphrey 'Bogie' Bogart, 1995 war er im Film Attack of the 60 Foot Centerfold in der Rolle des Bogie zu sehen. Seine letzte Filmrolle übernahm er 1998 in Hilfe, mein Dad ist unsichtbar.

## Filmografie

### Schauspiel
- 1968: The Hellcats
- 1969: Mark of the Gun
- 1969: Five the Hard Way
- 1972: Angels' Wild Women
- 1972: 43: The Richard Petty Story
- 1973: Liebesgrüße aus Fernost (Wonder Women)
- 1973: Bad Charleston Charlie
- 1973: Pushing Up Daisies
- 1975: Supercock
- 1976: Die Entführung des Lindbergh-Babys (The Lindbergh Kidnapping Case) (Fernsehfilm)
- 1976: The Great Texas Dynamite Chase
- 1977: The Happy Hooker Goes to Washington
- 1979: Smokey und die Bande
- 1979: Die Faust (The Glove)
- 1980: Hollywood, ich komme (Fernsehfilm)
- 1981: Midnight Lace (Fernsehfilm)
- 1983: Der Junge vom anderen Stern (The Powers of Matthew Star) (Fernsehserie, Episode 1x22)
- 1983: What's Up, Hideous Sun Demon
- 1985: Angel kehrt zurück (Avenging Angel)
- 1985: Reel Horror
- 1988: The Phantom Empire
- 1988: Ein Mann für meine Tochter (Mad About You)
- 1989: Beverly Hills Vamp
- 1990: Mob Boss – Eine Familie zum (Er)Schiessen (Mob Boss)
- 1991: Hot Shots! – Die Mutter aller Filme (Hot Shots!)
- 1995: Attack of the 60 Foot Centerfold
- 1995: Rebellious
- 1996: Nightshade – Die Nacht der Sünde (Night Shade)
- 1998: Hilfe, mein Dad ist unsichtbar (Invisible Dad)

### Produktion
- 1973: Bad Charleston Charlie
- 1973: Pushing Up Daisies
- 1975: Supercock

## Theater (Auswahl)
- 1947: An Enemy of the People (West Balcony Theatre)